# Karl Friedrich Heusinger
Pour les articles homonymes, voir Heusinger.
Karl Friedrich Heusinger (né le 28 février 1792 – mort le 5 mai 1883) est un pathologiste allemand. Il est considéré comme un pionnier dans le domaine de la pathologie comparée.

## Biographie
Karl Heusinger étudie la médecine à Iéna et Marbourg. Il est par la suite assistant de Karl Gustav Himly (1772–1837) à l'université de Göttingen. En 1813, il est médecin militaire dans l'armée prussienne. En 1821, il devient professeur à l'université d'Iéna, où il devient membre du Corps Thuringia Jena, puis à l'université de Wurtzbourg en 1824. À partir de 1829, il passe le reste de sa carrière à l'université de Marbourg.
En 1829, il publie Grundriß der physischen und psychischen Anthropologie, une œuvre influente d'anthropologie. Parmi ses autres œuvres, on retrouve une traduction du Précis élémentaire de physiologie de François Magendie's (1783-1855) ainsi qu'une correspondance écrite avec Charles Darwin et un traité sur la géophagie intitulé Die sogenannte Geophagie oder tropische (besser: Malaria-) Chlorose als Krankheit aller Länder und Klimate.
En 1864, il est le premier à décrire la malformation congénitale du sinus préauriculaire, aussi appelée fistule pré-hélicéenne.

## Œuvres
- (de) Entzündung und Vergrößerung der Milz, (Inflammation et grossissement de la rate), Eisenach 1820 à 1823.
- (de) Grundriß der physischen und psychischen Anthropologie. Eisenach 1829. (Traité d'anthropologie physique et psychologique).
- (de) Grundriß der Encyklopädie und Methodologie der Natur- und Heilkunde. Eisenach 1839.
- (fr) Recherches de pathologie comparée. Cassel (Hesse) 1844–53, deux volumes.
- (de) Die sogenannte Geophagie oder tropische (besser: Malaria-) Chlorose als Krankheit aller Länder und Klimate[1] - La soi-disant géophagie, ou la (mieux : paludisme) chlorose tropicale comme une maladie de toute terre et climats.